# Akito Arima
Akito Arima, japonski fizik, * 13. september 1930, Osaka, Japonska, † 7. december 2020, Tokio, Japonska.
Arima je diplomiral na Univerzi v Tokiu leta 1953 in tam leta 1958 doktoriral.
Med letoma 1960 in 1967 je predaval na Univerzi v Tokiu, nato pa na Rutgersovi univerzi (1967-1968), Državni univerzi New York (1971-1973), Univerzi v Tokiu (1975-1981) in Univerzi Hosej (1993).
Je dopisni član Hrvaške akademije znanosti in umetnosti.